# Tomasz Majewski
Tomasz Majewski (Nasielsk, 30 de agosto de 1981) é um atleta e bicampeão olímpico polonês do arremesso de peso.

## Carreira
Atleta de 2,04 m e 135 kg, sagrou-se campeão olímpico do arremesso de peso em Pequim 2008, com a marca 21,51 m, conquistando o primeiro ouro para a Polônia nesta prova desde Munique 1972.
Em julho de 2009, num torneio em Estocolmo, ele fez um arremesso de 21,95 m, seu recorde pessoal e recorde nacional polonês. Duas semanas depois, no Campeonato Mundial de Atletismo de Berlim, conseguiu seu segundo melhor arremesso - 21,91 m - e ficou com a medalha de prata.
Por suas conquistas em 2008 e 2009, Majewski foi duas vezes condecorado pelo governo polonês com a Ordem da Polônia Restituta, nos graus de cavaleiro e oficial.
Quatro anos depois de Pequim, sem ser o favorito da prova por não ter conquistado nenhuma medalha de ouro nos principais torneios durante o ciclo olímpico de quatro anos, ele repetiu o feito nos Jogos de Londres 2012, vencendo novamente o arremesso de peso, com a marca de 21,89 m. Por coincidência, momentos depois de tornar-se bicampeão olímpico - foi a primeira final dos Jogos de Londres - a etíope Tirunesh Dibaba também sagrava-se bicampeã olímpica dos 10000 m, repetindo exatamente o que tinha acontecido em Pequim 2008, quando os dois venceram as duas finais de atletismo do primeiro dia da competição, tornando-se campeões olímpicos juntos.
A partir deste ano, uma série de contusões prejudicou o desempenho de Majewski em competições de alto nível. No Mundial de Moscou 2013, ficou apenas em sexto lugar, com um arremesso de 20,98 m, seu melhor no ano. Em 2014 foi campeão polonês pela oitava vez mas ficou fora do pódio do Campeonato Mundial de Atletismo em Pista Coberta, em Sopot, no país natal. Em Pequim 2015, ficou em sexto, com 20,82 m como melhor marca.
Os Jogos Olímpicos do Rio 2016 marcaram a despedida de Majewski das competições globais. Mais uma vez em sexto lugar, com apenas dois lançamentos válidos na sessão de seis e escapando por pouco de não entrar na disputa dos oito finalistas após queimar os dois primeiros arremessos, conseguiu apenas 20.72 m. Duas semanas depois, ele fazia sua última competição, na Polônia, vencendo o Skolimowska Memorial com a marca de 21,08 m, sua melhor ao ar livre em quatro anos, dois dias antes de completar 35 anos.

## Honrarias
Por suas conquistas esportivas, recebeu as seguintes honrarias do Estado polonês:

 Cruz de Cavaleiro da Ordem da Polônia Restituta (5ª classe) em 2008.

 Cruz de Oficial da Ordem da Polônia Restituta (4ª classe) em 2009.